# Мишата
 Мишата  — деревня в Афанасьевском районе Кировской области в составе Гординского сельского поселения.

## География
Расположена на расстоянии примерно 2 км по прямой на восток от центра поселения села  Гордино на правобережье реки Кама.

## История
Известна с 1873 года как часть починка Мартыновской, в 1926 здесь (деревня Мишатская, Мишата или Залеманский) хозяйств 15 и жителей 67, в 1950 18 и 75, в 1989 27 жителей. Современное название утвердилось с 1939 года.  

## Население
Постоянное население составляло 31 человек (русские 100%) в 2002 году, 24 в 2010.